# Béning-lès-Saint-Avold
Béning-lès-Saint-Avold là một xã trong tỉnh Moselle, vùng Grand Est đông bắc nước Pháp.